# Macrochiron mutatum
Macrochiron mutatum is een eenoogkreeftjessoort uit de familie van de Macrochironidae. De wetenschappelijke naam van de soort is voor het eerst geldig gepubliceerd in 1957 door Stock.